# 269-я стрелковая дивизия
269-я стрелковая дивизия (269 сд) — воинское соединение (стрелковая дивизия) РККА в Великой Отечественной войне. Дивизия участвовала в боевых действиях с августа 1941 года.

## История
269-я стрелковая дивизия сформирована на базе 14-й дивизии народного ополчения Первомайского района города Москвы в июле-августе 1941 года в городе Коломна Московской области. Формированием дивизии командовал полковник Гарнич Н. Ф.
В составе 13-й армии Брянского фронта дивизия участвовала в боях по обороне города Брянска. Командовал дивизией полковник А. Е. Чехарин. Комиссар дивизии Смирнов Михаил Иванович. Первый бой был у деревни Котовка Почепского района Брянской области.
26 августа 1941 года 3-я танковая дивизия вермахта устремилась на Новгород-Северский Черниговской области Украины. Поддержанная массированными ударами авиации и артиллерийским огнём, она потеснила части 143-й стрелковой дивизии, овладела городом, захватила мост через Десну и плацдарм на её юго-восточном берегу. К Новгород-Северскому срочно перебрасывалась вновь пополненная 132-я стрелковая дивизия генерала С. С. Бирюзова. Силами 307-й, 269-й, 282-й, 155-й стрелковых и 4-й кавалерийской дивизий была сделана попытка нанести контрудар на Стародуб Брянской области. Парируя его, 47-й моторизованный корпус перешёл в наступление на правый фланг ударной группировки 13-й армии. В междуречье Судости и Десны завязались кровопролитные бои.
К началу сентября дивизия из состава 13-я армии была передана в состав 3-й армии Брянского фронта. Дивизия участвовала в обороне городов Ефремов, Елец, Тула и Москва.
В октябре—ноябре 1941 года дивизия сражалась в полном окружении. 24 октября 1941 года при прорыве последнего немецкого кольца окружения погиб командир дивизии полковник А. Е. Чехарин.
В декабре 1941 года дивизия в составе 3-й армии Брянского фронта участвовала в разгроме немцев под Москвой. За 11 дней наступления она отбросила немцев на 80—100 км и освободила 400 населённых пунктов.
С мая 1942 года до июля 1943 года 269-я стрелковая дивизия находилась в обороне на рубеже реки Зуша восточнее Орла, в районе города Новосиль Орловской области. Периодически участвовала в наступательных операциях местного значения.
С 12 июля по 18 августа 1943 года на Брянском фронте 269-я стрелковая дивизия участвовала в Орловской стратегической наступательной операции — завершающем этапе Курской битвы, в ходе которой была разгромлена группировка противника под Орлом.
12 июля 1943 года в первый день наступления командование 1018 стрелкового полка решило с левого фланга третьим стрелковым батальоном наступать на деревню Измайлово, а в дальнейшем на северо-запад нанося удары во фланг и с тыла, прижимая противника к берегу реки Зуша.
К 4.00 утра подразделения третьего стрелкового батальона были на исходном положении для атаки в районе Измайлово.
В 11.00 начался бой в траншеях противника, а к 17.00 третий стрелковый батальон 1018 стрелкового полка полностью овладел населенными пунктами Измайлово, Одинок и оврагом с лесом, что в 1км западнее деревни Измайлово, так 12 июля 1943 года был освобожден первый населенный пункт.
С 14 по 17 июля 1943 года части и подразделения дивизии участвовали в боях за деревни Мелынь и Соймоново Мценского района Орловской области.
25 июля 1943 года 269-я стрелковая дивизия, успешно форсировав Оку в районе Савенково Мценского района Орловской области и рощи севернее, встретила сильное огневое сопротивление противника. Отражая непрерывные контратаки пехоты и танков из леса юго-восточнее Гостево, дивизия продвигалась вперед, к исходу дня овладела рубежом Савенково, выс. 214,2. В бою было захвачено 3 вражеских танка, 4 самоходных орудия и уничтожено свыше 300 солдат и офицеров противника.
1 августа 1943 года 269-я стрелковая дивизия, преследуя неприятеля, вышла на рубеж Борняково, Труфаново Орловского района Орловской области, где вела бои с укрепившимся здесь немецким арьергардом. В составе 3-й армии Брянского фронта 269-я стрелковая дивизия участвовала в освобождении города Орла 5 августа 1943 года.
С 1 сентября по 3 октября 1943 года 269-я стрелковая дивизия 3-й армии Брянского фронта участвовала в Брянской наступательной операции, в ходе которой была освобождена Брянская область. К концу операции войска 3-й армии, в том числе и 269 стрелковая дивизия, преследуя отступающего противника, с боями вышли к реке Сож на территории Белоруссии в районе города Пропойск (ныне город Славгород) Могилёвской области.
В ночь на 25 октября 1943 года 1020-й и 1022-й стрелковые полки скрытно от противника по наведённым сапёрами штурмовым мостикам форсировали реку Проня. В проволочных заграждениях были проделаны проходы. В 7.00 утра 25 октября 1943 года начался артиллерийский налёт по огневым точкам противника, расположенным на переднем крае. С переносом огня в глубину обороны противника пехота поднялась в атаку. 1020-й стрелковый полк под командованием подполковника И. Т. Кириченко, уничтожая врага ружейно-пулемётным огнём, гранатами, преодолел его траншею и ворвался в деревню Красная Слобода Славгородского района Могилевской области. Используя внезапность и стремительность атаки, очистил деревню от врага и вышел в район кладбища. В деревне враг оставил десятки убитых, два 75-миллиметровых орудия, 6 миномётов. Был захвачен склад боеприпасов, вещевой склад.
До ноября 1943 года 269-я стрелковая дивизия вела оборонительные и наступательные бои местного значения на территории Могилёвской области. 1022-й стрелковый полк (командир подполковник Н. И. Кругляков) овладел первой траншеей и углубился в лес юго-западнее деревни Красная Слобода, перерезал дорогу Рабовичи — Славгород. Противник в течение дня шесть раз переходил в контратаки на боевые порядки полка. Каждая контратака силой до батальона поддерживалась танками и самоходными орудиями. Все контратаки были успешно отбиты. Противник оставил на поле боя сожжённый танк и два самоходных орудия, большое количество убитых с оружием. Введённый в бой 1018-й стрелковый полк (командир подполковник В. Н. Бичан), из-за левого фланга 1022-го стрелкового полка овладел первой траншеей противника и дальнейшего успеха не имел. За день он отразил четыре сильные контратаки, поддержанные танками и самоходными орудиями. В бою было подбито и сожжено два самоходных орудия, убито и ранено до 200 человек вражеских солдат и офицеров. Непрерывные контратаки противника продолжались 26 октября. Неся большие потери в живой силе и технике и в последующие дни, гитлеровцы наконец прекратили контратаки. Плацдарм на западном берегу реки Проня в районе Красной Слободы дивизией был удержан. На рубеже Закружная — Красная Слобода дивизия оборонялась до 17 ноября 1943 года. В боях за плацдарм она понесла большие потери. Погибло почти все партизанское пополнение, этих людей даже не успели обмундировать.
С 22 ноября 1943 года 269-я стрелковая дивизия в составе 3-й армии Белорусского фронта принимала участие в Гомельско-Речицкой наступательной операции (10-30 ноября 1943 года), в ходе которой 3-я армия перешла в наступление севернее города Жлобин, освободила большое количество населённых пунктов Гомельской области и 25 ноября 1943 года вышла к Днепру, охватив Гомель с севера. 7 — 8 декабря 1943 года части дивизии участвовали в бою за деревни Малые Борки и Узники Гомельской области. До февраля 1944 года дивизия участвовала в оборонительных и наступательных боях местного значения на территории Гомельской области.
С 21 февраля 1944 года дивизия в составе Белорусского фронта участвовала в Рогачёвско-Жлобинской наступательной операции (21-26 февраля 1944 года). 21 февраля 1944 года части и подразделения дивизии по льду форсировали реку Днепр в районе деревни Вищин Рогачевского района Гомельской области. 24 февраля 1944 года 269-я стрелковая дивизия (генерал-майор Кубасов) в составе 3-й армии Белорусского фронта участвовала в освобождении города Рогачёв Гомельской области, за что Приказом ВГК № 043 от 26 февраля 1944 года ей присвоено почётное наименование «Рогачевская». Дивизия принимала участие в захвате плацдарма на реке Друть 26 февраля 1944 года. Этот плацдарм сыграл стратегическую роль при подготовке и проведении операции «Багратион». 269-я стрелковая дивизия в составе 3 армии 1 Белорусского фронта 18 июня 1944 года освобождала деревню Маньки (Рогачевский район Гомельской области).
В ходе Бобруйской наступательной операции советских войск (24—29 июня 1944 года) дивизия 24 июня 1944 года прорвала оборону противника на правом берегу реки Друть, севернее города Рогачёв. Развивая наступление, дивизия освободила город Осиповичи Могилевской области (28 июня 1944 года). Особенно дивизия проявила себя при штурме города Бобруйск 29 июня 1944 года и окружении 40-тысячной группировки в Бобруйском котле.
Особая роль была отведена дивизии в боях за Минск. Дивизия держала юго-западную горловину Минского котла, в котором была окружена 100 тысячная группировка врага. 3 июля 1944 года дивизия ворвалась с юга в город Минск, а 4 июля 1944 года взяла станцию Фаниполь Дзержинского района Минской области.
С 5 июля 1944 года дивизия преследовала остатки 9-й и 4-й армий Вермахта, которые вырвались из Бобруйского и Минского котлов. Она участвовала в освобождении городов Кареличи, Дятлово, Новогрудок, Волковыск и Свислочь Гродненской области БССР. Особенно отличилась 269-я стрелковая дивизия под командованием генерал-майора А. Ф. Кубасова при занятии посёлка Дворец Дятловского района Гродненской области 8 июля 1944 года, которая в этот день, совершив марш в шестьдесят пять километров, захватила мост через реку Молчадь целым и, несмотря на яростные контратаки противника, удержала его. 22 −24 июля 1944 года дивизия вышла на рубеж немецкой обороны у города Белосток. Вместе с 348-й, 283-й, 289-й и 120-й стрелковыми дивизиями 269-я стрелковая дивизия приняла активное участие в боях за освобождение города Белостока (27 июля 1944 года), переданного 20 сентября 1944 года Польше и ставшего административным центром Белостокского (ныне Подляского) воеводства.
С конца июля по сентябрь 1944 года дивизия пополнялась людьми, оружием и в боях не участвовала.
10 — 12 октября 1944 года дивизия участвовала в Ломжа-Ружанской наступательной операции вела бои за освобождение города Ружан (Макувский повят нынешнего Мазовецкого воеводства Польши). В ночь с 12 октября 1944 года город был взят. После взятия города Ружан наступление советских войск было приостановлено. Почти 3 месяца 269-я стрелковая дивизия вела позиционные бои на Ружанском плацдарме.
14 января 1945 года 269-я стрелковая дивизия перешла в наступление в направлении Восточной Пруссии.
20 января 1945 года был взят городок Хожеле Пшаснышского повята нынешнего Мазовецкого воеводства Польши. В составе 3-го Белорусского фронта дивизия, участвуя в Восточно-Прусской наступательной операции, 20 января 1945 года вторглась в пределы Восточной Пруссии (ныне в Варминско-Мазурском воеводстве Польши). 22 января 1945 года был взят город Аллейнштайн, 23 января — город Вилленберг (ныне — город Вельбарк Щитненского повята Варминско-Мазурского воеводства).
1 февраля 1945 года частями дивизии был взят город Гутштадт, 15 февраля 1945 года — город Вормдитт.
10 дней велись упорные бои у города Мельзак. Здесь 269-й стрелковой дивизии противостояла дивизия СС «Великая Германия». Город Мельзак был взят 17 февраля 1945 года.
20 марта 1945 года был взят город Браунберг.
25 марта дивизия участвовала во взятии города Хайлигенбаль и вышла к заливу Фиш-Гафф Балтийского моря. До 1 апреля 1945 года дивизия отдыхала и приводила себя в порядок после тяжелейших боев. Вечером 31 марта 1945 года в штаб дивизии поступил приказ о переводе дивизии на плацдарм у города Франкфурт-на-Одере. В течение 10 дней дивизия совершила 550-километровый марш и 12 апреля 1945 года сосредоточилась у города Дроссена, где в составе 41-го стрелкового корпуса 3-й армии вошла в состав 1-го Белорусского фронта.
С середины апреля 1945 года, участвуя в Берлинской операции, дивизия в составе 1-го Белорусского фронта вела упорные бои по уничтожению гитлеровской группировки, окружённой юго-восточнее Берлина.
29 апреля 1945 года части дивизии участвовали в отражении контратак противника у деревни Клейн-Моле (юго-восточнее города Берлина)
269-я стрелковая Рогачевская Краснознамённая ордена Кутузова дивизия закончила войну на Эльбе 9 мая 1945 года.

## Полное название
269-я стрелковая Рогачевская Краснознамённая ордена Кутузова дивизия

## Состав
(на 1 мая 1945 года)
- 1018-й стрелковый полк
- 1020-й стрелковый полк
- 1022-й стрелковый полк
- 836-й артиллерийский полк (до 1.11.1941)
- 497-й артиллерийский полк (с 1.11.1941)
- 364-й отдельный истребительно-противотанковый дивизион
- 209-я зенитная артиллерийская батарея (557-й отдельный зенитный артиллерийский дивизион) — до 5.5.1943
- 383-я отдельная разведывательная рота
- 579-й отдельный сапёрный батальон
- 728-й отдельный батальон связи (732-я отдельная рота связи, 732-й отдельный батальон связи)
- 300-й медико-санитарный батальон
- 455-я автотранспортная рота
- 496-я полевая хлебопекарня (438-й полевой автохлебозавод)
- 27-й дивизионный ветеринарный лазарет
- 942-я полевая почтовая станция
- 808-я полевая касса Государственного банка

## Подчинение
| Дата            | Фронт (округ)            | Армия      | Корпус                 | Примечания |
| --------------- | ------------------------ | ---------- | ---------------------- | ---------- |
| 01.08.1941 года | Московский военный округ |            |                        |            |
| 01.09.1941 года | Брянский фронт           | 3-я армия  |                        |            |
| 01.10.1941 года | Брянский фронт           | 3-я армия  |                        |            |
| 01.11.1941 года | Брянский фронт           | 3-я армия  |                        |            |
| 01.12.1941 года | Юго-Западный фронт       | 3-я армия  | -                      | -          |
| 01.01.1942 года | Брянский фронт           | 3-я армия  | -                      | -          |
| 01.02.1942 года | Брянский фронт           | 3-я армия  | -                      | -          |
| 01.03.1942 года | Брянский фронт           | 3-я армия  | -                      | -          |
| 01.04.1942 года | Брянский фронт           | 3-я армия  | -                      | -          |
| 01.05.1942 года | Брянский фронт           | 3-я армия  | -                      | -          |
| 01.06.1942 года | Калининский фронт        | 22-я армия | -                      | -          |
| 01.07.1942 года | Брянский фронт           | 3-я армия  | -                      | -          |
| 01.08.1942 года | Брянский фронт           | 3-я армия  | -                      | -          |
| 01.09.1942 года | Брянский фронт           | 3-я армия  | -                      | -          |
| 01.10.1942 года | Брянский фронт           | 3-я армия  | -                      | -          |
| 01.11.1942 года | Брянский фронт           | 3-я армия  | -                      | -          |
| 01.12.1942 года | Брянский фронт           | 3-я армия  | -                      | -          |
| 01.01.1943 года | Брянский фронт           | 3-я армия  | -                      | -          |
| 01.02.1943 года | Брянский фронт           | 3-я армия  | -                      | -          |
| 01.03.1943 года | Брянский фронт           | 3-я армия  | -                      | -          |
| 01.04.1943 года | Брянский фронт           | 3-я армия  | -                      | -          |
| 01.05.1943 года | Брянский фронт           | 3-я армия  | -                      | -          |
| 01.06.1943 года | Брянский фронт           | 3-я армия  | -                      | -          |
| 01.07.1943 года | Брянский фронт           | 3-я армия  |                        | -          |
| 01.08.1943 года | Брянский фронт           | 3-я армия  |                        | -          |
| 01.09.1943 года | Брянский фронт           | 3-я армия  | 80-й стрелковый корпус | -          |
| 01.10.1943 года | Брянский фронт           | 3-я армия  |                        | -          |
| 01.11.1943 года | Белорусский фронт        | 3-я армия  |                        | -          |
| 01.12.1943 года | Белорусский фронт        | 3-я армия  | 41-й стрелковый корпус | -          |
| 01.01.1944 года | Белорусский фронт        | 3-я армия  |                        | -          |
| 01.02.1944 года | Белорусский фронт        | 3-я армия  |                        | -          |
| 01.03.1944 года | 1-й Белорусский фронт    | 3-я армия  | 41-й стрелковый корпус | -          |
| 01.04.1944 года | 1-й Белорусский фронт    | 3-я армия  | 41-й стрелковый корпус | -          |
| 01.05.1944 года | 1-й Белорусский фронт    | 3-я армия  | 41-й стрелковый корпус | -          |
| 01.06.1944 года | 1-й Белорусский фронт    | 3-я армия  | 41-й стрелковый корпус | -          |
| 01.07.1944 года | 1-й Белорусский фронт    | 3-я армия  | 41-й стрелковый корпус | -          |
| 01.08.1944 года | 2-й Белорусский фронт    | 3-я армия  | 41-й стрелковый корпус | -          |
| 01.09.1944 года | 2-й Белорусский фронт    | 3-я армия  | 41-й стрелковый корпус | -          |
| 01.10.1944 года | 2-й Белорусский фронт    | 3-я армия  | 41-й стрелковый корпус | -          |
| 01.11.1944 года | 2-й Белорусский фронт    | 3-я армия  | 41-й стрелковый корпус | -          |
| 01.12.1944 года | 2-й Белорусский фронт    | 3-я армия  | 41-й стрелковый корпус | -          |
| 01.01.1945 года | 2-й Белорусский фронт    | 3-я армия  | 41-й стрелковый корпус | -          |
| 01.02.1945 года | 2-й Белорусский фронт    | 3-я армия  | 41-й стрелковый корпус | -          |
| 01.03.1945 года | 3-й Белорусский фронт    | 3-я армия  | 41-й стрелковый корпус | -          |
| 01.04.1945 года | 3-й Белорусский фронт    | 3-я армия  | 41-й стрелковый корпус |            |
| 01.05.1945 года | 1-й Белорусский фронт    | 3-я армия  | 41-й стрелковый корпус | -          |

## Командование

### Командиры
- Гарнич, Николай Фёдорович (13.07.1941 — 17.08.1941), полковник;
- Чехарин, Андрей Евсеевич (05.09.1941 — 24.10.1941), полковник, погиб в бою;
- Ревуненков, Григорий Васильевич (23.10.1941 — 09.11.1942), полковник;
- Кубасов, Алексей Фёдорович (10.11.1942 — 17.11.1942), полковник;
- Мерзляков, Павел Степанович (18.11.1942 — 28.07.1943), полковник, с 21.04.1943 генерал-майор;
- Кубасов, Алексей Фёдорович (29.07.1943 — 26.11.1944), полковник, с 20.12.1943 генерал-майор;
- Кривенцов, Михаил Кузьмич (27.11.1944 — 09.05.1945), полковник.

### Заместители командира
- Бурков, Андрей Васильевич (07.1943 - 8.12.1943), майор, заместитель командира полка по политчасти 1018стр.полка, погиб в бою;
- Кубасов, Алексей Фёдорович (??.06.1942 — 13.07.1943), подполковник, полковник.

### Начальники штаба
- Кубасов, Алексей Фёдорович (??.11.1941 — ??.06.1942), майор, подполковник.
- Базанов, Сергей Фёдорович (08.10.1942 — 22.07.1943), подполковник.

## Награды и наименования
| Награда (наименование)              | Дата                                                          | За что награждена |
| ----------------------------------- | ------------------------------------------------------------- | --- |
| Почётное наименование «Рогачёвская» | Приказ Верховного Главнокомандующего № 043 от 26 февраля 1944 | В ознаменование одержанной победы и за отличие в боях за город Рогачёв. |
| Орден Красного Знамени              | Указ Президиума Верховного Совета СССР от 25 июля 1944 года   | За образцовое выполнение заданий командования в боях с немецкими захватчиками, за овладение городом Волковыск и проявленные при этом доблесть и мужество.                                        |
| Орден Кутузова II степени           | Указ Президиума Верховного Совета СССР от 11 июня 1945 года   | За образцовое выполнение заданий командования в боях с немецкими захватчиками при ликвидации группы немецких войск, окружённой юго-восточнее Берлина и проявленные при этом доблесть и мужество. |

Награды частей дивизии:
- 1018-й стрелковый Белостокский[5] Краснознамённый[6] ордена Кутузова[7] полк
- 1020-й стрелковый Остроленковский[8] Краснознамённый[6] ордена Кутузова[9] полк
- 1022-й стрелковый Краснознамённый[10] ордена Александра Невского[11] полк
- 497-й артиллерийский Остроленковский[8] Краснознамённый[6] ордена Александра Невского[12] полк
- 364-й отдельный истребительно-противотанковый ордена Александра Невского[13] дивизион
- 579-й отдельный сапёрный ордена Красной Звезды[14] батальон
- 300-й отдельный медико-санитарный ордена Красной Звезды[7] батальон

## Отличившиеся воины дивизии
| Награда | Ф. И. О.                      | Должность                                                          | Звание            | Дата награждения                 | Примечания |
| ------- | ----------------------------- | ------------------------------------------------------------------ | ----------------- | -------------------------------- | ---------- |
|         | Алексеев, Иван Павлович       | Командир пулемётного расчёта 1022-го стрелкового полка             | сержант           | 23.07.1944                       |            |
|         | Ардашев, Валентин Кузьмич     | Командир отделения 1022-го стрелкового полка                       | старший сержант   | 23.07.1944                       |            |
|         | Курлук, Дмитрий Николаевич    | Командир батальона 1018-го стрелкового полка                       | капитан           | 24.03.1945                       |            |
|         | Молодиков, Михаил Григорьевич | Командир взвода 1022-го стрелкового полка                          | лейтенант         | 23.07.1944                       |            |
|         | Умурдинов, Мухитдин           | Помощник командира взвода 1022-го стрелкового полка                | старший сержант   | 04.06.1944                       |            |
|         | Усатюк, Иван Романович        | Наводчик орудия 1018-го стрелкового полка                          | сержант           | 26.10.1944                       |            |
|         | Хмель, Иван Иванович          | Командир роты 1020-го стрелкового полка                            | старший лейтенант | 03.06.1944                       |            |
|         | Баркин, Илья Иванович         | Пулемётчик 1083-го стрелкового полка                               | ефрейтор          | 11.10.1944 16.03.1945 15.05.1946 |            |
|         | Котлов, Алексей Николаевич    | Автоматчик 1018-го стрелкового полка                               | рядовой           | 03.07.1944 18.08.1944 24.03.1945 |            |
|         | Тартынский, Андрей Никитович  | Разведчик 383-й отдельной разведроты                               | сержант           | 24.07.1944 30.09.1944 24.03.1945 |            |
|         | Фролов Михаил Иванович        | Командир отделения взвода пешей разведки 1018-го стрелкового полка | старший сержант   | 05.03.1944 16.08.1944 24.03.1945 |            |

## Память
- Музей боевой славы 269 стрелковой Рогачевской Краснознамённой ордена Кутузова дивизии в средняя общеобразовательная школа № 10 города Коломна Московской области.
- Музей боевой славы 269 стрелковой Рогачевской Краснознамённой ордена Кутузова дивизии в средней школе № 205 имени героя Советского Союза Е. К. Лютикова города Москвы.
- В школьном краеведческом музее средней школе № 15 имени М. В. Гордеева города Орла, который в 1983 году создавался как музей боевой славы 269 стрелковой Рогачёвской Краснознамённой ордена Кутузова дивизии, с 2003 года представлена экспозиция: «Боевой путь 269 стрелковой дивизии». У школьного обелиска, посвящённого воинам 269 стрелковой дивизии, регулярно проводятся вахты памяти.
- В школьном музее Фанипольской средней школы № 1 Дзержинского района Минской области Баларуси создан уголок, посвящённый боевому пути 269 стрелковой Рогачёвской Краснознамённой ордена Кутузова дивизии.